# Operacija trijumf
Operacija trijumf (kraće OT) je bilo glazbeno televizijsko natjecanje, koje je prenosilo 6 televizijskih kanala u 5 država. Voditelji su bili Nikolina Pišek, Milan Kalinić, Dragan Marinković i Ana Mihajlovski. Pobjednik prve sezone Operacije trijumf je Adnan Babajić. 
Žiri su činili Tonči Huljić, Ismeta Dervoz i Marina Tucaković. Marina je napustila priredbu u prosincu zbog smrti sina Miloša.

## Kandidati
| Kandidat           | Nadimak          | Godina | Mjesto                      | Nom. | Doseg            |
| ------------------ | ---------------- | ------ | --------------------------- | ---- | ---------------- |
| Adnan Babajić      | Ado/Babaja/Koala | 20     | Živinice                    | 2/2  | pobjednik        |
| Vukašin Brajić     | Vuki/Vule/Wookie | 24     | / Sanski Most/Čačak/Beograd | 5/6  | drugoplasiran    |
| Aleksandar Belov   | Alex/Makedonac   | 21     | Negotino                    | 0/0  | trećeplasiran    |
| Nina Petković      | Ninoćka          | 27     | Tivat                       | 1/6  | četvrtoplasirana |
| Danijel Pavlović   | Super star/Daki  | 23     | Kragujevac                  | 2/2  | petoplasirani    |
| Ana Bebić          | Ane/Bebićka      | 22     | Metković                    | 1/5  | 14. gala         |
| Igor Cukrov        | Cuki/Šime        | 22     | Šibenik/Split               | 1/2  | 13. gala         |
| Sonja Bakić        | Medena           | 24     | Sombor/Novi Sad             | 1/5  | 12. gala         |
| Nikola Sarić       | Sajko/Sale       | 19     | Novi Beograd                | 3/5  | 11. gala         |
| Nikola Paunović    | Johnny/Pidža     | 23     | Kragujevac                  | 3/7  | 10. gala         |
| Đorđe Gogov        | Đole             | 20     | Dimitrovgrad                | 2/3  | 9. gala          |
| Milica Majstorović | Mica             | 19     | Kragujevac                  | 2/2  | 8. gala          |
| Mirjana Kostić     | Mika             | 25     | Kanjiža                     | 1/1  | 7. gala          |
| Kristijan Jovanov  | Kikser/Kiki      | 19     | Radoviš                     | 1/1  | 7. gala          |
| Jasmina Midžić     | Jazzy/Jaca       | 26     | Bihać                       | 1/1  | 6. gala          |
| Andrea Harapin     | Pjevačica/Mama   | 24     | Kutina                      | 1/1  | 5. gala          |
| Antonija Besednik  | Tonka            | 22     | Zagreb                      | 1/1  | 4. gala          |
| Ivana Nikodijević  | Tina             | 20     | Negotin/Zemun               | 1/1  | 3. gala          |

## Gala večeri

#### Prva gala večer
Na prvoj gala večeri gostovali su Anastacia, Karolina Gočeva, Sergej Ćetković, Jelena Rozga, Deen, Let 3 i Marija Šerifović. Od 22 studenata, njih 16 je prošlo dalje.

#### Druga gala večer
Na drugoj gala večeri gostovali su Željko Joksimović, Severina i Laka. Nominirani su studenti Nikola Paunović i Ivana Nikodijević.

#### Treća gala večer
Na trećoj gala večeri gostovali su Magazin i Zana. Studentica Ivana Nikodijević je izbačena. Studenti Antonija Besednik i Đorđe Gogov su nominirani.

#### Četvrta gala večer
Na četvrtoj gala večeri gostovali su Elena Risteska, Željko Samardžić i Atomsko sklonište. Studentica Antonija Besednik je izbačena. Nominirani su studenti Nikola Sarić i Andrea Harapin.

#### Peta gala večer
Na petoj gala večeri gostovali su Boris Novković i Kemal Monteno. Studentica Andrea Harapin je izbačena. Nominirani su studenti Jasmina Midžić i Danijel Pavlović. 
Dan poslije na Akademiju dolazi dvoje novih studenata: Mirjana Kostić i Kristijan Jovanov.

#### Šesta gala večer
Na šestoj gala večeri gostovali su Marina Perazić i Negative. Studentica Jasmina Midžić je izbačena. Studenti su kažnjeni jer su prekršili pravilo nominacija te su svi studenti, osim Aleksandra Belova (koji je bio favorit publike), nominirani. Samo četvero studenta je moglo biti spašeno nominacija (od strane žirija, direktora i studenata). Žiri je spasio Đorđa Gogova i Igora Cukrova, direktor Anu Bebić, a studenti Sonju Bakić. Ostalih 9 studenata je nominirano.

#### Sedma gala večer
Na sedmoj gala večeri gostovali su Dado Topić i Kaliopi. Ovaj put dvoje studenata je izbačeno - Mirjana Kostić i Kristijan Jovanov. Studenti Adnan Babajić i Milica Majstorović su nominirani.

#### Osma gala večer
Na osmoj gala večeri gostovali su Colonia i Divlje jagode. Studentica Milica Majstorović je izbačena. Studenti Đorđe Gogov i Vukašin Brajić su nominirani.

#### Deveta gala večer
Na devetoj gala večeri gostovali su Bojan Marović i Danijela Martinović. Student Đorđe Gogov je izbačen. Studenti Ana Bebić i Nikola Paunović su nominirani

#### Deseta gala večer
Na desetoj gala večeri trebali su gostovati Goran Karan i Aleksandra Radović, ali je na dan gala večeri umro sin Marine Tucaković pa je deseta gala večer odgođena za tjedan dana. Na novoj desetoj gali gostovale su Emina Jahović i Jelena Rozga. Student Nikola Paunović je izbačen. Studenti Nikola Sarić i Vukašin Brajić su nominirani.

#### Jedanaesta gala večer
Na jedanaestoj gala večeri gostovali su Petar Grašo i Karolina Gočeva. Student Nikola Sarić je izbačen. Studenti Sonja Bakić i Vukašin Brajić su nominirani.

#### Dvanaesta gala večer
Na dvanaestoj gala večeri gostovali su Goran Karan, Aleksandra Radović i Junior Jack. Studentica Sonja Bakić je izbačena. Studenti Igor Cukrov i Vukašin Brajić su nominirani.

#### Trinaesta gala večer
Na trinaestoj gala večeri gostovali su Sakis Rouvas, Jelena Tomašević i Milena Vučić. Student Igor Cukrov je izbačen. Svi preostali studenti postali su polufinalisti.

#### Četrnaesta gala večer/polufinale
Na četrnaestoj gala večeri gostovali su Aki Rahimovski i YU grupa. Studentica Ana Bebić je izbačena i preostali studenti postali su finalisti.

#### Petnaesta gala/finale
Na petnaestoj gala večeri nije bilo gostiju. Petoplasirani student bio je Danijel Pavlović, četvrtoplasirana je bila Nina Petković, a trećeplasirani student bio je Aleksandar Belov. Pobjednik je postao Adnan Babajić, a Vukašin Brajić drugoplasirani.